# Підступи (водоспад)
Підсту́пи — водоспад в Українських Карпатах (масив Сколівські Бескиди). Розташований у межах Стрийського району Львівської області, на південний захід від центральної частини села Кам'янка. 
Висота водоспаду бл. 2 м. Утворився на струмку Брищиця (ліва притока Кам'янки) в місці, де водний потік перетинає горизонтальні пласти флішу. 
Водоспад легкодоступний, проте маловідомий. 
За 850 метрів вище на цьому ж струмку розташований водоспад Підступи Верхній.